# Augustus Frederick Lehmann
Augustus Frederick Lehmann FRGS (Fellow of the Royal Geographical Society) (geb. 1826 in Hamburg; gest. 22. August 1891) war ein britisch-deutscher Geschäftsmann, Stahlfabrikant, Violinist und Politiker der Liberalen Partei, der ab 1880 im britischen Unterhaus saß.

## Leben
Lehmann wurde als Sohn des Malers Leo Lehmann in Hamburg geboren, seine Mutter war Engländerin. Er war der Bruder der Maler Henri Lehmann und Rudolf Lehmann sowie von Emil Lehmann (1823–1887), der Redakteur der Börsen-Halle sowie der Auswandererzeitung Hansa und Begründer des Hamburger Wochenblattes war. Lehmanns Eltern waren mit der Familie, während der Besetzung Hamburgs durch die Franzosen, nach Kiel geflohen. 
Als junger Erwachsener wanderte Frederick Lehmann nach England aus, erlernte den Stahlhandel und arbeitete dann in Leith, wo er seine zukünftige Frau Nina, die Tochter von Robert Chambers kennenlernte und 1852 heiratete. Nina Chambers stellte ihm dort auch Wilkie Collins vor. Das Ehepaar wurden zu seinen engsten Vertrauten. Collins widmete ihnen seinen Roman Man and Wife (1870).
Seit 1853 war Lehmann Partner bei Naylor Vickers & Co. in Sheffield, die Kirchenglocken herstellten und 25 % davon in die USA exportierten.
Während des amerikanischen Bürgerkriegs verdiente er von London aus ein Vermögen mit Waffenlieferungen an die Regierungsarmee. Zur Akquise bereiste er die USA 1862.

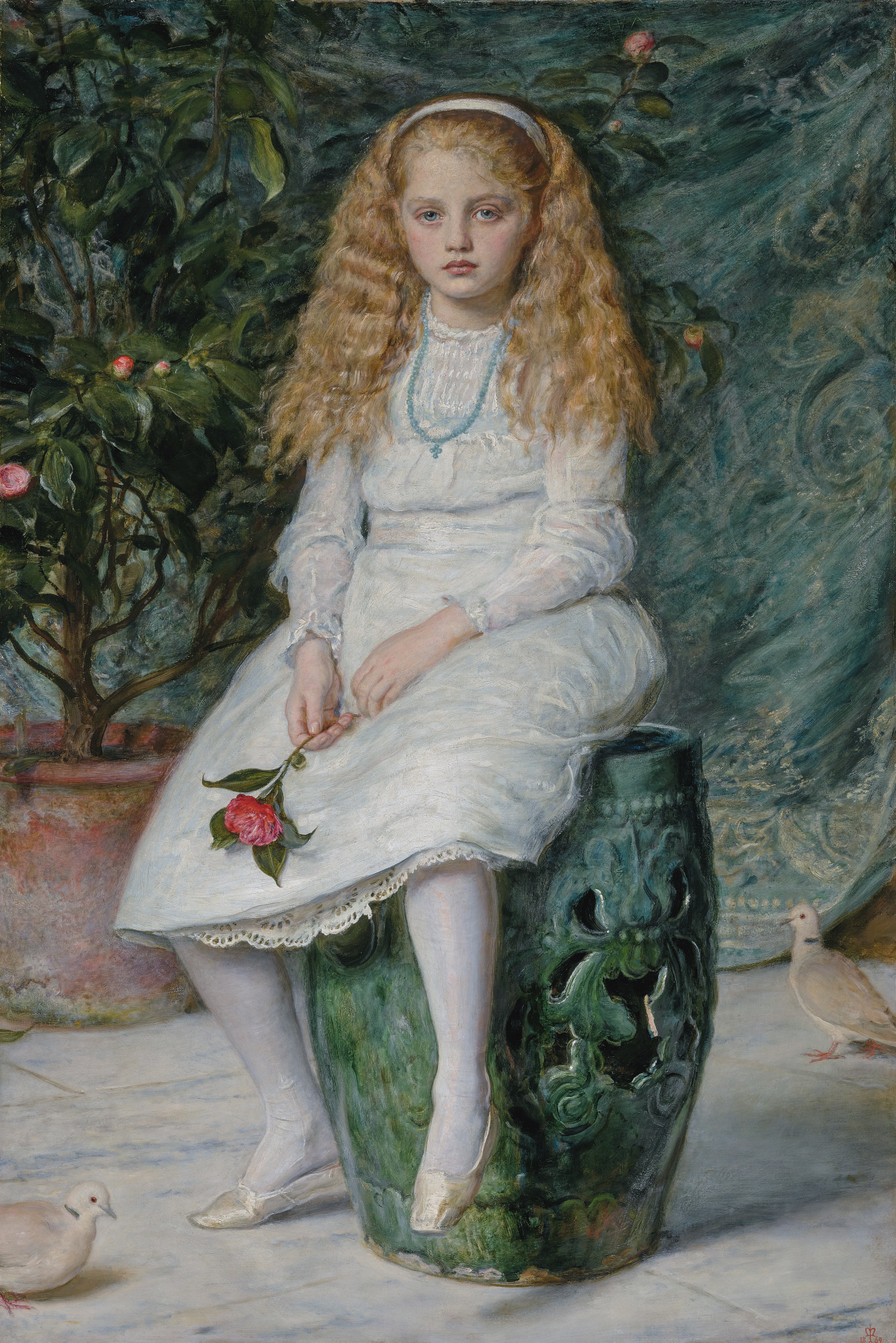
Gemälde von Nina Lehmann, Tochter von Frederick Lehmann, (John Everett Millais, 1869)

Frederick Lehmann war ein angesehener Violinist, seine Frau Nina einer ambitionierte Amateur-Pianistin. Gemeinsam unterhielten sie Freundschaften zu den besten Musikern ihrer Zeit. Der Geiger Joseph Joachim und der Dirigent und Gründer des gleichnamigen Orchesters, Charles Hallé, waren häufige Gäste. Ebenso war er mit Clara Schumann befreundet. Lehmanns Bruder Henri war ein enger Freund von Franz Liszt und dessen Frau Marie d’Agoult. Der Briefwechsel der drei wurde 1947 veröffentlicht.
Lehmann kandidierte 1874 erfolglos für das Parlament in Middlesex und 1877 in Waterford. Bei einer Nachwahl im Juli 1880 wurde er mit einer Mehrheit von nur zwei Stimmen zum Abgeordneten für Evesham gewählt. Nach einer Petition wurde das Ergebnis für ungültig erklärt. Die Überprüfung der Stimmen führte dazu, dass sein Gegenkandidat Frederick Dixon-Hartland im Januar 1881 mit einer Mehrheit von einer Stimme zum Sieger erklärt wurde.
Lehmann gehörte zum gesellschaftlichen Umfeld von Charles Dickens, George Eliot, Robert Browning, Lord Leighton und anderen prominenten Persönlichkeiten. Seine Söhne waren Rudolf Chambers Lehmann, Frederick Hope Lehmann und Ernest Benzon Lehmann. Er hatte eine Tochter, Nina, die Sir Guy Theophilus Campbell, 3. Baronet, heiratete. Die Theater- und Filmschauspielerin Rosamond Lehmann und die Theaterregisseurin und Romanautorin Beatrix Lehmann waren seine Enkel. Zum Haushalt gehörten 5 Bedienstete und eine Gouvernante.
Lehmanns Tochter Nina wurde mehrfach von John Everett Millais porträtiert, einem der Mitgründer der Präraffaeliten, der mit Frederiks Bruder Rudolf befreundet war. Die Gemälde wurde unter anderem in der Royal Academy of Arts 1892 ausgestellt und erlösten bei Auktionen in den 2020er Jahren sechsstellige Summen.